# Encyclia faresiana
Encyclia faresiana é uma espécie rupícola com pseudobulbos elípticos de 6 centímetros de altura, afunilados na base. Apresenta duas ou três folhas de 10 centímetros de comprimento, liguladas, obtusas e coriáceas. Racimos florais de 20 centímetros de comprimento portando de cinco a doze flores. Flor de 2 centímetros de diâmetro que não faz a ressupinação, mantendo o labelo para cima. Pétalas e sépalas oblongo-lanceoladas e acuminadas de cor branca e com estrias púrpuras. É de fácil cultura e floresce no outono.